# Extraordinarii
Les Extraordinarii sont des soldats de l’armée romaine manipulaire de la période républicaine formant un corps sélectionné parmi les alliés (les socii), attaché au commandement direct du consul.

## Constitution
Les peuples soumis par Rome et devenus des socii, des alliés des Romains, devaient fournir des troupes en cas de guerre. Les plus respectés étaient les fantassins samnites, fiers guerriers avec leurs propres traditions militaires qui avaient fortement influencé le développement de la légion manipulaire romaine au IIIe siècle av. J.-C.
Quand l’armée romaine était mobilisée, les alliés devaient se joindre aux forces romaines et envoyer des troupes en un lieu déterminé. Leur infanterie était égale en nombre à celle des Romains alors que leur cavalerie était trois fois plus nombreuse. Dans une armée consulaire standard de deux légions, les fantassins alliés étaient divisés en deux unités égales. Appelées aile gauche et aile droite, elles étaient placées sur les flancs des légions comme l’indique leur dénomination.
Au sein de cette armée consulaire, le cinquième de l'infanterie et le tiers de la cavalerie alliée sont choisis parmi les meilleurs pour servir comme extraordinarii, un corps spécial placé sous le contrôle direct du consul. 

## Mission
Dans le camp, ils étaient toujours installés près de la tente de celui-ci. En déplacement, ils sont à l’avant ou à l’arrière-garde, défendant l'armée contre d’éventuelles attaques. Ils sont également chargés de la protection du consul.
Les Samnites sont particulièrement célèbres comme fantassins lourds et beaucoup d'entre eux sont choisis pour servir comme pedites extraordinarii.
Ils se battent de la même manière que les légionnaires romains avec des javelots et des épées. En plus de leurs traditions indigènes, l'équipement du soldat est influencé par les modes grecques.

## Fin
Apparu avec la légion manipulaire, ce corps disparaît lors des réformes de l’époque de Marius.
Une partie de leurs fonctions et reprise par les Antesignani.